# Duna Jové
Duna Jové   (Barcelona, 29 de setembre de 1974) és una actriu catalana. És coneguda per haver participat a Polseres vermelles, on va fer de la mare de Jordi, així com per haver treballat en pel·lícules com ara El pianista (1998), Entre viure i somiar (2004) El perfum: història d'un assassí (2006), Mentiras y Gordas (2009) i Transeúntes (2016).